# Пашков, Михаил Алексеевич
Михаи́л Алексе́евич Пашко́в (17 декабря 1853 — 12 января 1908) — российский генерал-лейтенант, губернатор Лифляндской губернии.

## Биография

### Происхождение
Происходил из дворянского рода Пашковых. Родился 17 декабря 1853 года. Отец — майор Алексей Егорович (1821—1896), сын генерал-майора Егора Пашкова и племянницы героев Отечественной войны Ольги Панчулидзевой — был женат единственным браком на матери Михаила Алексеевича Юлии Николаевне Муравьёвой (1825—1878), дочери Н. Н. Муравьёва.

### Военная служба
С 1867 года Михаил Алексеевич воспитывался в Пажеском корпусе, где его имя занесено на мраморную доску.
11 августа 1871 года из фельдфебелей произведён в корнеты Кавалергардского полка. В 1872 году назначен помощником заведующего полковой командой, а в 1875 году заведующим школой воспитанников. В том же году произведен в поручики. С 4 апреля 1876 года по 1 апреля 1879 года был полковым адъютантом, в 1877 году произведен в штабс-ротмистры. 1 апреля 1879 года произведён в ротмистры, а 25 мая того же года назначен командиром 4-го эскадрона.
1 июля 1880 года произведён во флигель-адъютанты Его Императорского Величества, в 1882 году — в полковники, а в 1883 году — заведующим артелью нижних чинов. В 1885 году назначен помощником командира полка по хозяйственной части. В 1886 году командирован на маневры в Швецию.
1 мая 1889 года отчислен от фронта в Свиту Е.И.В.
В 1892 году для отбытия трёхгодичного цензового командования полком назначен командиром 13-го Каргопольского драгунского полка.
7 ноября 1894 года произведён в генерал-майоры, с зачислением по армейской кавалерии и с назначением состоять для особых поручении при командующем войсками Варшавского военного округа.
В 1899 году назначен командиром лейб-гвардии Литовского полка. В 1900 году назначен командиром 1-й бригады 3-й пехотной дивизии, с оставлением командиром означенного полка.

### Лифляндский губернатор
В 1901 году назначен губернатором Лифляндской губернии и пожалован мундиром лейб-гвардейского Литовского полка.
1 января 1903 года произведён в генерал-лейтенанты и 14 июня 1905 года назначен Почётным опекуном.
Занимаясь своими основными обязанностями, М.А. Пашков не отказывался вступать в местные общественные организации и поддерживать их деятельность. Так он согласился принять на себя звание председателя Рижского отделения Императорского русского музыкального общества. Был почётным председателем Управления Русского театра в Риге,Императорского человеколюбивого общества, Общества содействия воспитанию и защите детей и др. Кроме того, Пашков был избран почётным членом ряда местных обществ, например: Общества борьбы с туберкулёзом, Общества спорта «Царский лес», Русского клуба, рижской Ремесленной артели и др.
В период русско-японской войны (1904—1905) и во время революции 1905 года он вводил особые правила и ограничения для жителей края в целях сохранения порядка. М.А. Пашков считал, что информация о волнениях, поступающая в вышестоящие органы власти, сильно преувеличена. В качестве основной причины народных выступлений весной-летом 1905 года он называл не только наличие большого числа безземельных крестьян, но и «племенную ненависть латыша и эста к помещику-немцу». В вопросах аграрной политики Пашков решительно высказывался о необходимости соблюдения интересов мелких землевладельцев – крестьян.
Снят с должности в июне 1905 года. Газета «Рижский вестник» писала о проводах Пашкова:
«Из высказанных на торжествах слов благодарности, а также из текстов адресов видно, что М.А. Пашкова местное население любило и ценило, как "типичного чисто-русского деятеля, далёкого от бюрократического влияния, которому претила всякая партийность и пристрастность", за то, что бывший губернатор" в центре сепаратизма и идеалов средневековья, среди неугасаемой борьбы за национальные и за феодальные привилегии" принёс с собою "начала мира" и с присущей ему в высокой степени гуманностью шёл "навстречу и русскому, и балту, и латышу; бедному и богатому; удовлетворяя лишь требованиям гуманности, законности и справедливости"».
Скончался в январе 1908 года от разрыва сердца после операции в Берне. Похоронен в Санкт-Петербурге.

## Звания и чины
- Корнет (11 августа 1871)
- Поручик (13 апреля 1875)
- Штабс-ротмистр (27 марта 1877)
- Ротмистр (1 апреля 1879)
- Флигель-адъютант (1 июля 1880)
- Полковник (28 марта 1882)
- Генерал-майор (7 ноября 1894)
- Генерал-лейтенант (1 января 1903)

## Награды
Российские:
- Орден Св. Станислава 3-й ст. (1875)
- Орден Св. Анны 3-й ст. (1879)
- Орден Св. Станислава 2-й ст. (1883)
- Орден Св. Анны 2-й ст. (1886)
- Орден Св. Владимира 4-й ст. (1889)
- Орден Св. Владимира 3-й ст. (1892)
- Орден Св. Станислава 1-й ст. (1897)
- Орден Св. Анны 1-й ст. (1902)
- Орден Св. Владимира 2-й ст. (1907)
- Вензелевое изображение имени Александра II (1881)
- Знак Холмского православного Свято-Богородицкого братства 2-й ст. (1898)

Иностранные:
- Черногорский орден Князя Даниила I 3-й ст. (1882)
- Шведский орден Меча командор I кл. (1886)
- Греческий орден Спасителя командор (1889)
- Персидский орден Льва и Солнца 1-й ст. (1889)
- Итальянский орден Короны 2-й ст. (1890)
- Гессенский орден Филиппа Великодушного командор I кл. (1890)
- Австрийский орден Франца-Иосифа 2-й ст. (1891)
- Вюртембергский орден Фридриха командор I кл. (1891)
- Сербский орден Таковского креста 2-й ст. (1891)
- Датский орден Данеброга командор I кл. (1891)
- Шведско-норвежский орден Св. Олафа командор I кл. (1892)
- Черногорский орден Князя Даниила I 1-й ст. (1894)
- Сиамский орден Белого слона 2-й ст. (1897)